# Campionato sudamericano maschile di pallacanestro 1939
Il 7º Campionato dell'America Meridionale Maschile di Pallacanestro (noto anche come FIBA South American Championship 1939) si è svolto dal 14 al 30 aprile 1939 a Rio de Janeiro in Brasile. Il torneo è stato vinto dalla nazionale brasiliana.
I FIBA South American Championship sono una manifestazione contesa dalle squadre nazionali dell'America meridionale, organizzata dalla CONSUBASQUET (Confederazione America Meridionale), nell'ambito della FIBA Americas.

## Squadre partecipanti
- Argentina
- Brasile
- Cile
- Perù
- Uruguay

## Classifica finale
| Pos | Squadra   | V-P |
| --- | --------- | --- |
|     | Brasile   | 4-0 |
|     | Uruguay   | 3-1 |
|     | Argentina | 2-2 |
| 4   | Perù      | 1-3 |
| 5   | Cile      | 0-4 |